# .krd
.krd är den geografiska toppdomänen (gTLD) för Kurdistan-regionen i Irak.
Den 5 december 2013 mottog Kurdistans informationsteknologiska avdelning ett registeravtal undertecknat av ICANN för .krd efter att ha genomgått alla nödvändiga processer för att bli registeroperatör för domänen.